# Baustoffrecycling

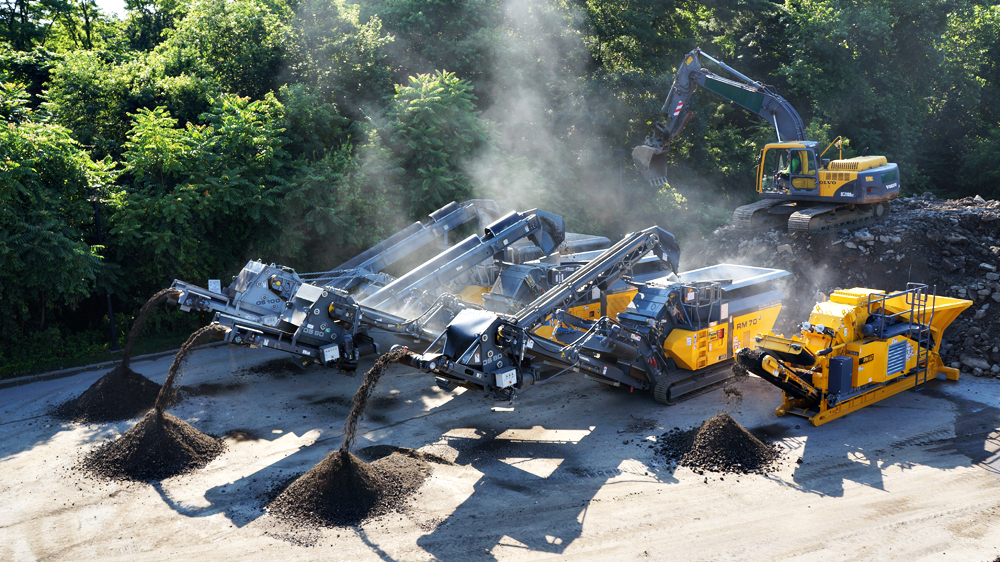
Moderne mobile Baustoffaufbereitungsanlage

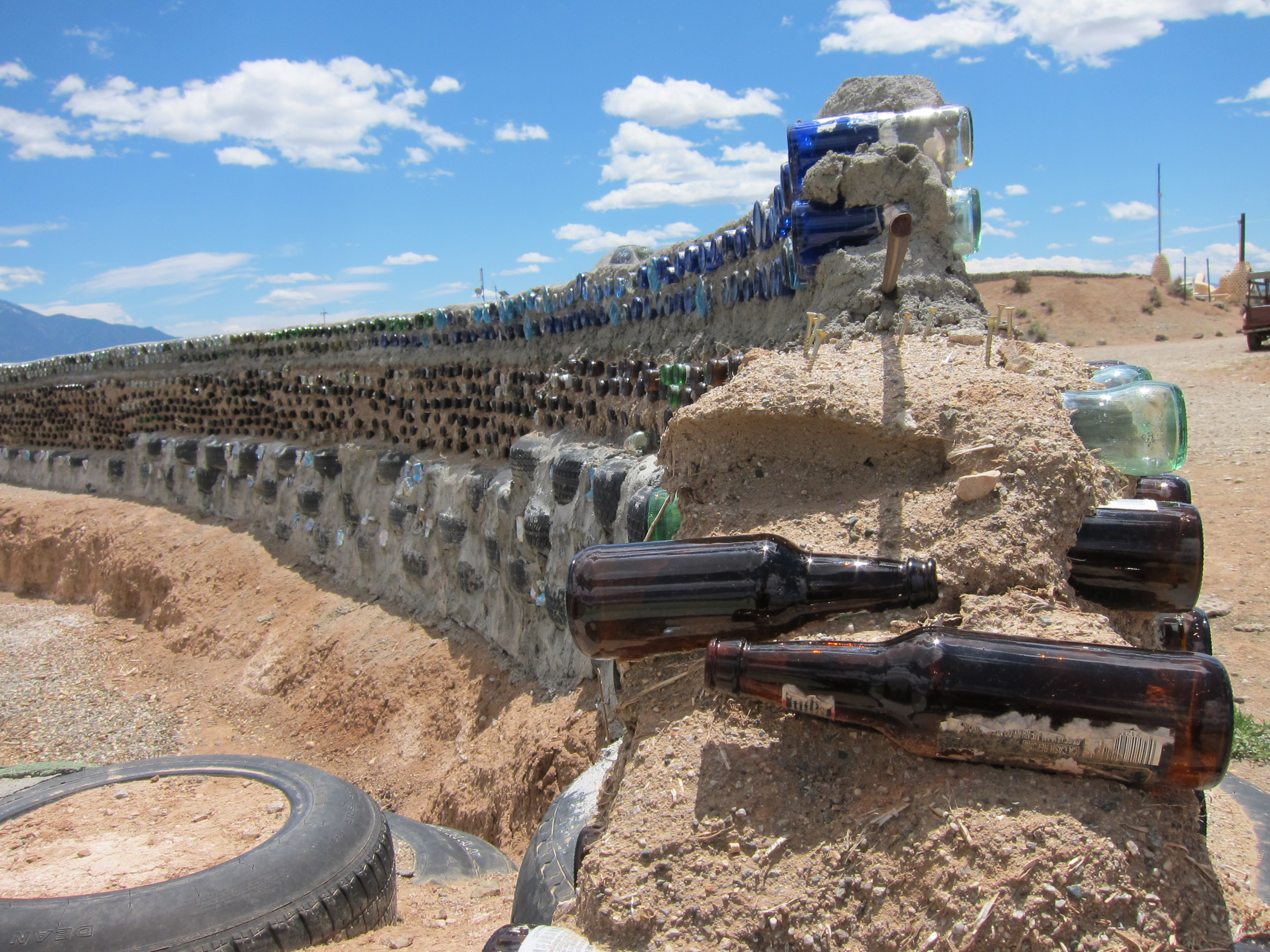
Mauer eines Earthships, unter anderem aus Altglas und Altreifen gebaut

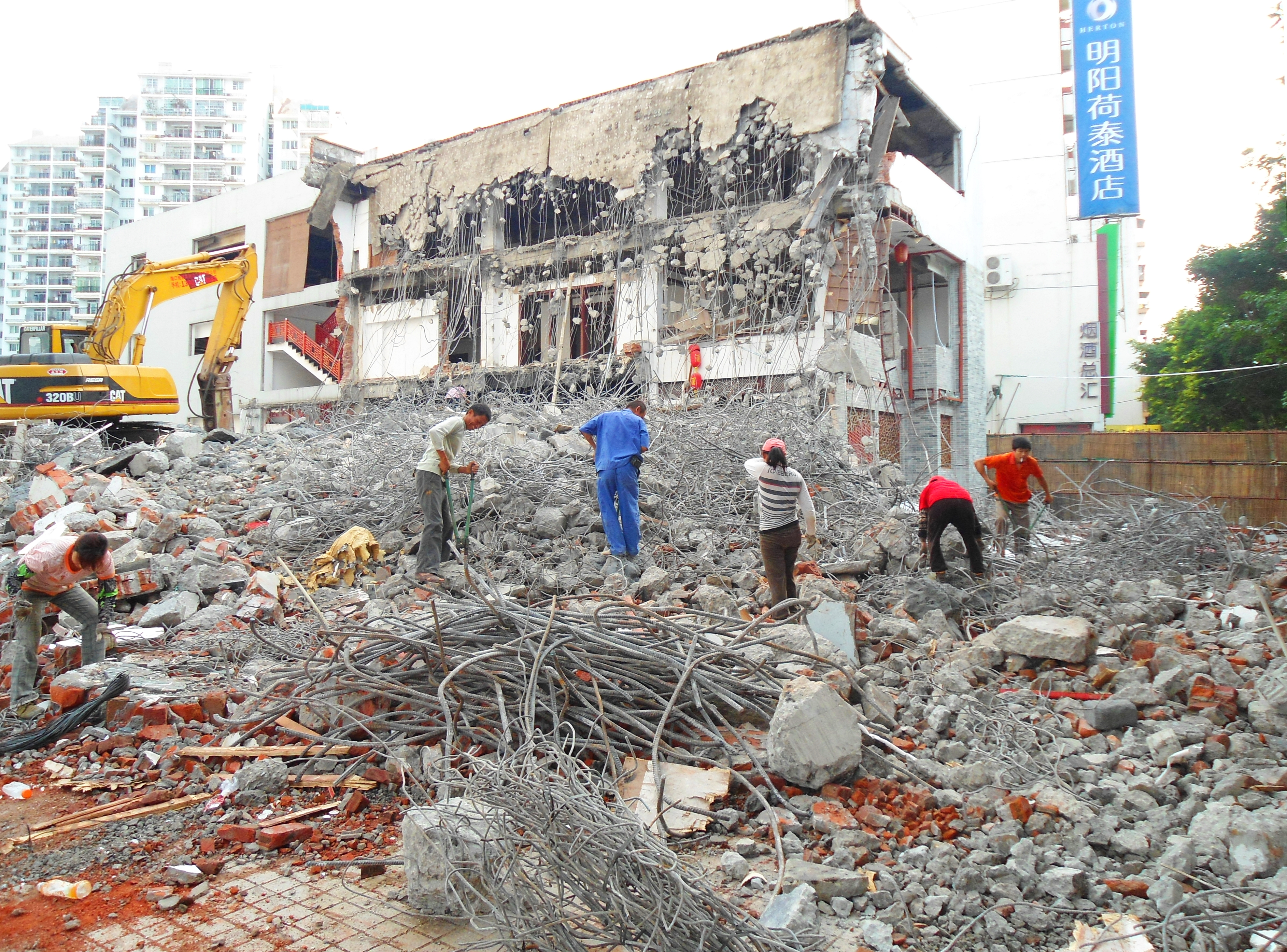
Arbeiter in Haikou entfernen Bewehrungsstahl aus Bauschutt.

Unter Baustoffrecycling versteht man die Wiederverwendung und das Recycling von Baustoffen. Schon seit der Frühzeit der Menschen wurden Baustoffe aller Art wiederverwendet, in Deutschland ist auch die Trümmerräumung in der Nachkriegszeit ein historisches Beispiel. Heute werden vor allem mineralische Baustoffe recycelt, die beim Abbruch nicht mehr gebrauchter Bauwerke anfallen. Auch andere Abfallprodukte können zu Baustoffen verarbeitet werden. Recyclingbaustoffe werden heute in Deutschland vor allem im Straßen- und Erdbau verwendet.

## Geschichte

### Vormoderne
Einmal aufwändig gewonnene Baumaterialien wurden schon in der Vergangenheit häufig wiederverwendet. Diese frühen Formen des Baustoffrecyclings lassen sich an vielen historischen Beispielen belegen. So verwendeten die Dorer auf Kreta um 600 v. Chr. Baustoffe aus den Ruinen alter minoischer Bauten, die Straßen der Inkas wurden zum Teil mit Bruchsteinen der Wari-Kultur gepflastert. Für den Bau der Zitadelle von Kairo wurden 1176 auch Steine alter Pyramiden benutzt. Die Ruinen antiker römischer Bauten wurden manchmal als eine Art Steinbruch benutzt, wenn die Gebäude nicht vollständig umgenutzt wurden. In der Zeit zwischen der Spätantike und der Frühen Neuzeit wurden so viele Bauten zerstört und die Baustoffe für neue Gebäude verwendet. Materialien wie Travertin oder Tuff ließen sich so einfach beschaffen, aber auch der repräsentative Charakter kunstvoller Spolien spielte wohl eine Rolle.

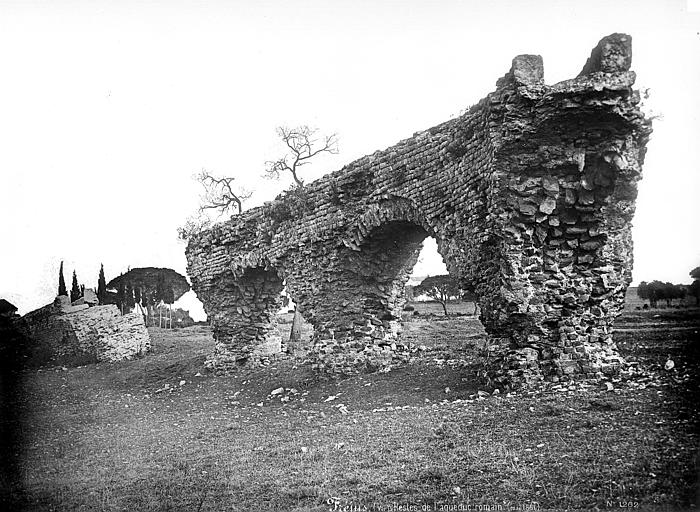
Zum Teil abgetragene Ruine eines römischen Aquädukts bei Fréjus in Frankreich, Fotografie von 1881
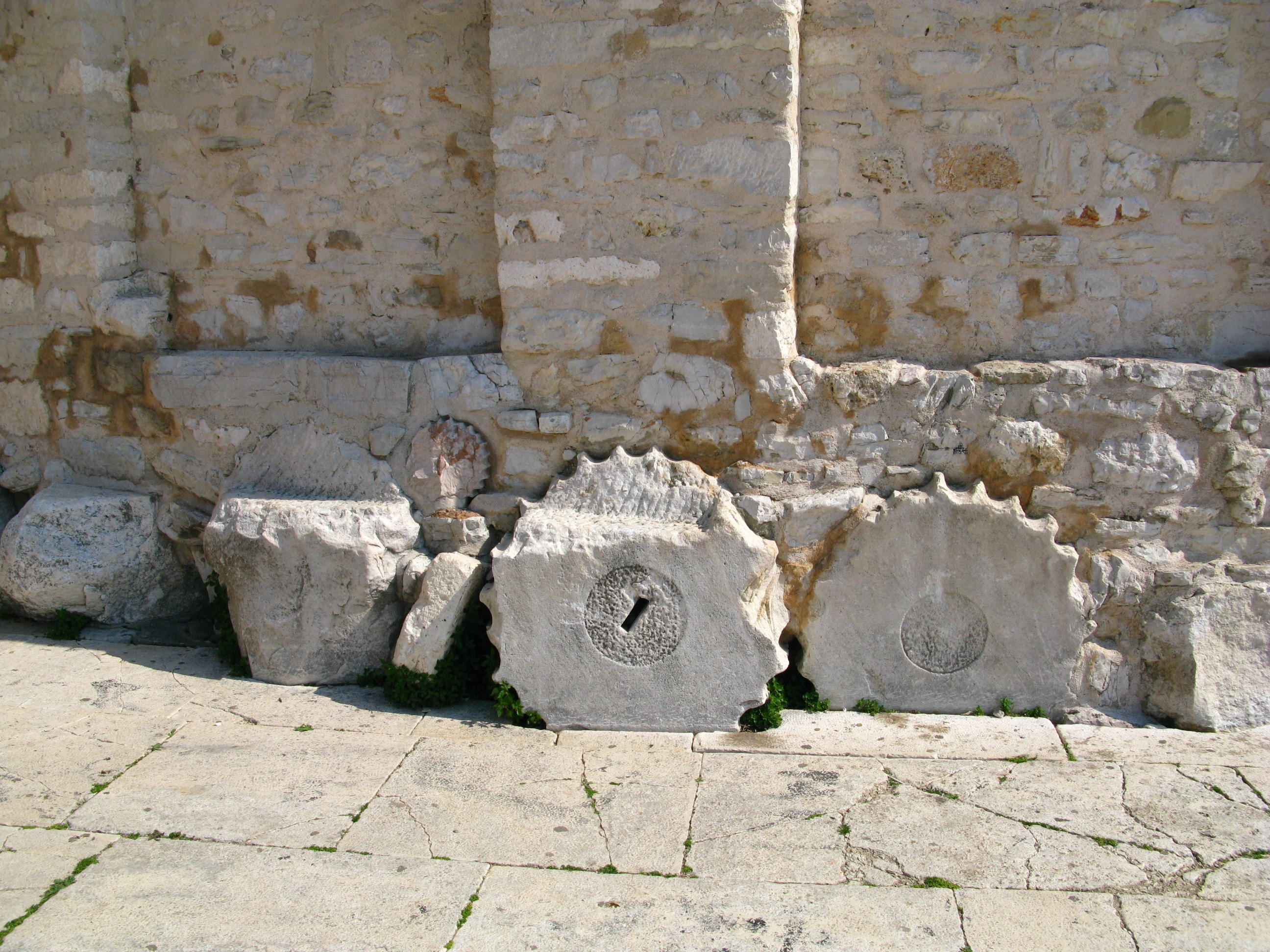
Bruchstücke römischer Säulen im Fundament der Kirche des Heiligen Donat in Zadar, Kroatien
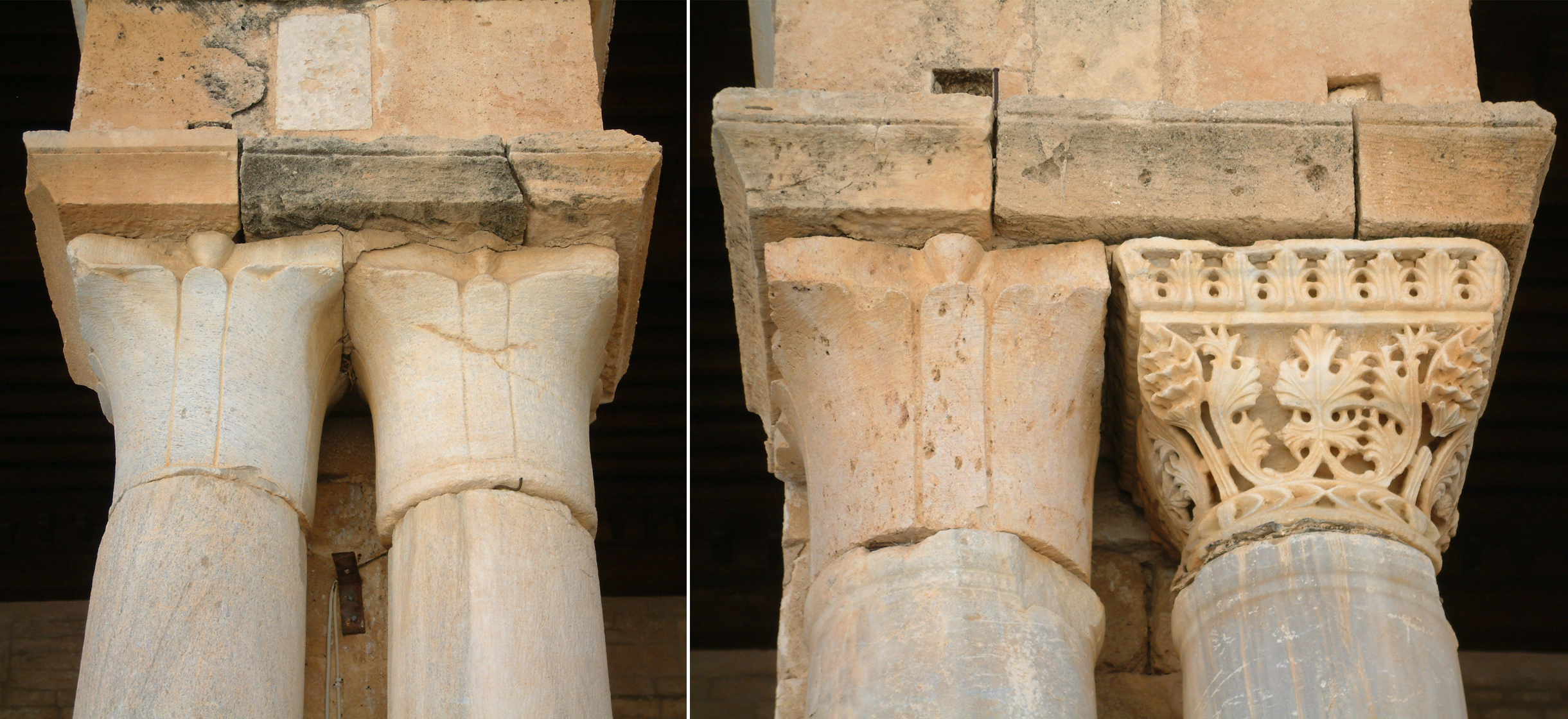
Drei hafsidische Kapitelle und ein byzantinisches Kapitell in der großen Moschee von Kairouan in Tunesien

### Trümmerverwertung in der Nachkriegszeit
In Mitteleuropa wurde das moderne Baustoffrecycling nach den umfassenden Kriegszerstörungen im Zweiten Weltkrieg wieder wichtig. Im Nachkriegsdeutschland wurde unter den Begriffen Trümmerverwertung, Enttrümmerung oder Trümmerräumung teils industrielles Baustoffrecycling betrieben. In vielen Städten wurden dazu eigene Unternehmen oder Ämter gegründet, die die Aufbereitung der Baustoffe im großen Maßstab organisierten, wie die Trümmerverwertungsgesellschaft in Frankfurt am Main. Dort arbeiteten sowohl Zivilisten, unter anderem die sogenannten Trümmerfrauen, wie auch Internierte. Für den Transport der Trümmer von und zu den oft zentral aufgestellten Verwertungsanlagen wurden Trümmerbahnen aufgebaut. Später setzte man dafür auch Lkw ein.
Der Trümmerschutt enthielt viele verschiedene Bestandteile. Ganze Teile wie Mauerziegel oder Natursteine wurden von Hand aussortiert und von Mörtel befreit, auch Metalle und Holz wurden ausgelesen und wiederverwertet. Die Aufbereitungsanlagen hatten oft Siebmaschinen und Prall- oder Backenbrecher, so dass die Trümmer nach Korngrößen getrennt und verarbeitet werden konnten. Die Anlagen wurden oft, wie beispielsweise in Köln, in den frühen 1950er-Jahren in ein Industriegebiet versetzt, wo sie dann bis in die 1960er-Jahre in Betrieb waren. Etwa 40 % der Trümmermasse konnten als Feinschutt nur begrenzt wiederverwendet werden. Diese Reste wurden zu Trümmerbergen aufgeschüttet.

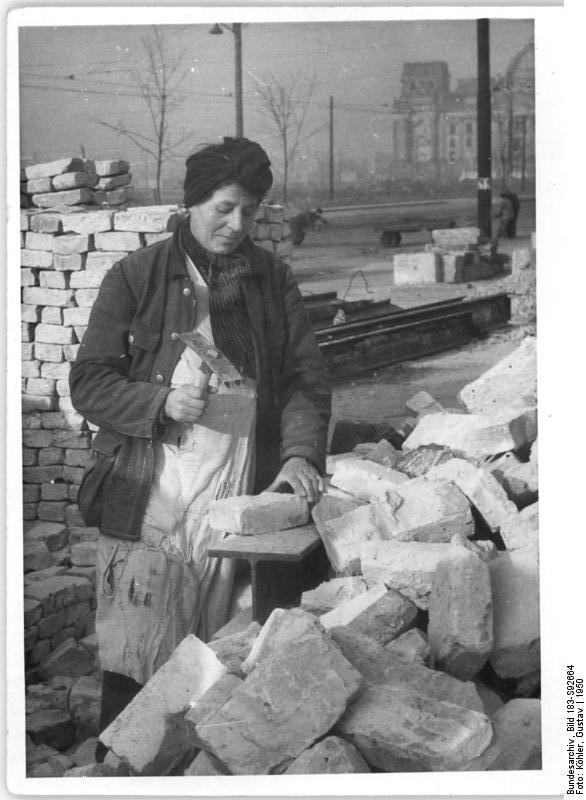
Eine Arbeiterin in Berlin bearbeitet Steine, 1950.
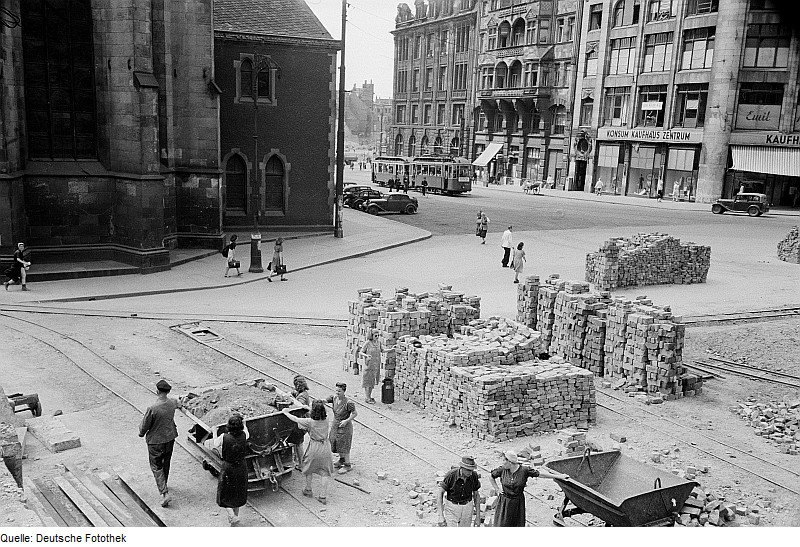
Trümmerbahn und Stapel gesäuberter Ziegelsteine an der Thomaskirche in Leipzig, 1949, Foto von Renate und Roger Rössing
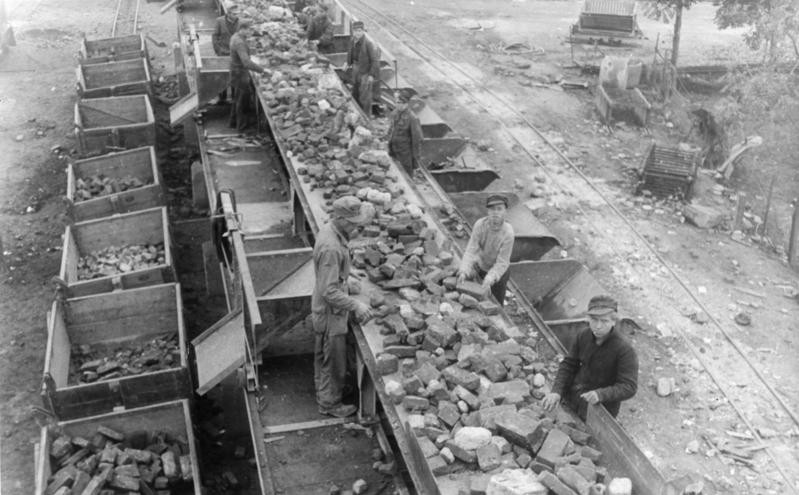
Vorsortierung an einem Leseband in Frankfurt am Main, 1947
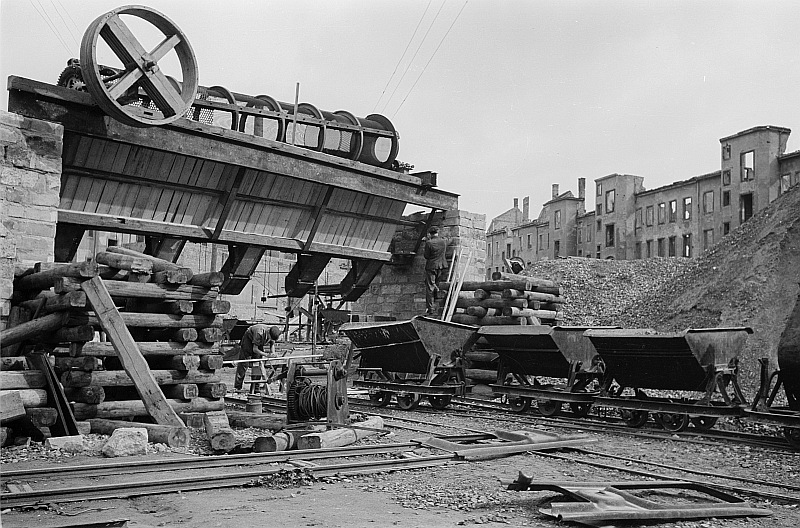
Prallbrecher zur Herstellung von Ziegelsplitt im kriegszerstörten Dresden um 1950, Fotografie von Richard Peter

Seit den 1970er- und 80er-Jahren erlangte das Thema erneute Aufmerksamkeit, diesmal unter dem Aspekt des Ressourcenschonung und des Umweltschutzes.

## Bauabfälle in Deutschland
Mineralische Bauabfälle stellen den größten Abfallstrom in Deutschland dar. Die Monitoring-Berichte der Kreislaufwirtschaft Bau dokumentieren seit dem Jahr 1995 im Abstand von jeweils zwei Jahren den Anfall und Verbleib von Bauabfällen und zeigen damit die Baustoffrecyclingquote in Deutschland auf. Als Datenbasis dienen die jährlichen Erhebungen zum Aufkommen, Verwertung und Beseitigung von Abfällen des Statistischen Bundesamtes. Der Monitoringbericht konzentriert sich auf die mineralischen Bauabfälle, heute unterteilt in:
- Bauschutt
- Straßenaufbruch
- Boden und Steine (Bodenaushub, Baggergut und Gleisschotter)
- Bauabfälle auf Gipsbasis
- Baustellenabfälle

| Jahr                                   | 1996  | 1998  | 2000  | 2002  | 2004  | 2006  | 2008  | 2010  | 2012  | 2014  | 2016  | 2018  |
| -------------------------------------- | ----- | ----- | ----- | ----- | ----- | ----- | ----- | ----- | ----- | ----- | ----- | ----- |
| Boden und Steine                       | 136,8 | 128,0 | 163,6 | 140,9 | 123,3 | 106,0 | 107,3 | 105,7 | 109,8 | 118,5 | 125,2 | 130,3 |
| Bauschutt und Bauabfälle auf Gipsbasis | 58,1  | 58,5  | 54,5  | 52,1  | 50,8  | 57,5  | 58,7  | 53,7  | 52,2  | 55,2  | 59,1  | 60,4  |
| Straßenaufbruch                        | 17,6  | 14,6  | 22,3  | 16,6  | 19,7  | 14,3  | 13,6  | 14,1  | 15,4  | 13,6  | 16,0  | 14,1  |
| Baustellenabfälle                      | 7,4   | 4,0   | 11,8  | 4,3   | 1,9   | 10,9  | 12,4  | 13,0  | 14,6  | 14,6  | 14,3  | 14,0  |
| Summe                                  | 220,0 | 205,1 | 252,2 | 213,9 | 195,7 | 188,7 | 192,0 | 186,5 | 192,0 | 202,0 | 214,6 | 218,8 |

## Verwendung von Nebenprodukten und Abfällen
Neben gebrauchten Baustoffen können auch andere Nebenprodukte und Abfälle zu Baustoffen, vor allem in Form von Gesteinskörnungen und Zuschlagstoffen, verarbeitet werden.

### Müllverbrennungsaschen
In der Müllverbrennung entstehen mehrere Arten von Aschen. Aufbereitete Müllverbrennungsaschen können im Straßen-, Erd- und Tiefbau verwendet werden. Vorher müssen sie zunächst einige Monate nass gelagert werden, um eine gewisse Raumbeständigkeit zu erreichen.

### Kraftwerksnebenprodukte
Bei der Stromerzeugung in Verbrennungskraftwerken fallen mehrere Nebenprodukte an.

#### Kesselasche
Kesselaschen (auch Kesselsand, Nassaschen oder Grobaschen genannt) entstehen bei der Kohlenstaubfeuerung im Brennraum. Einige Arten können als Gesteinskörnung im Straßen- und Erdbau verwendet werden.

#### Schmelzkammergranulat
Schmelzkammergranulat wird bei der Verbrennung von Steinkohle in Kraftwerken mit Schmelzkammerfeuerung erzeugt. Die mineralischen Beimengungen der Kohle werden bei der Feuerung eingeschmolzen und anschließend im Wasserbad schockartig abgekühlt. Auf diese Weise entsteht ein glasartiges Mineralgemisch, bei dem jedoch die Einzelkörner durch den Kühlprozess rissig sind und eine geringe Festigkeit aufweisen. Durch Brechen wird dieses Mineralgemisch qualitativ so verbessert, dass es hohen Anforderungen standhält. Eingesetzt werden kann als Gesteinskörnung etwa
- im Erd- und Straßenbau
- als Zuschlag für Beton oder Mörtel
- als Strahlgut

#### Flugasche

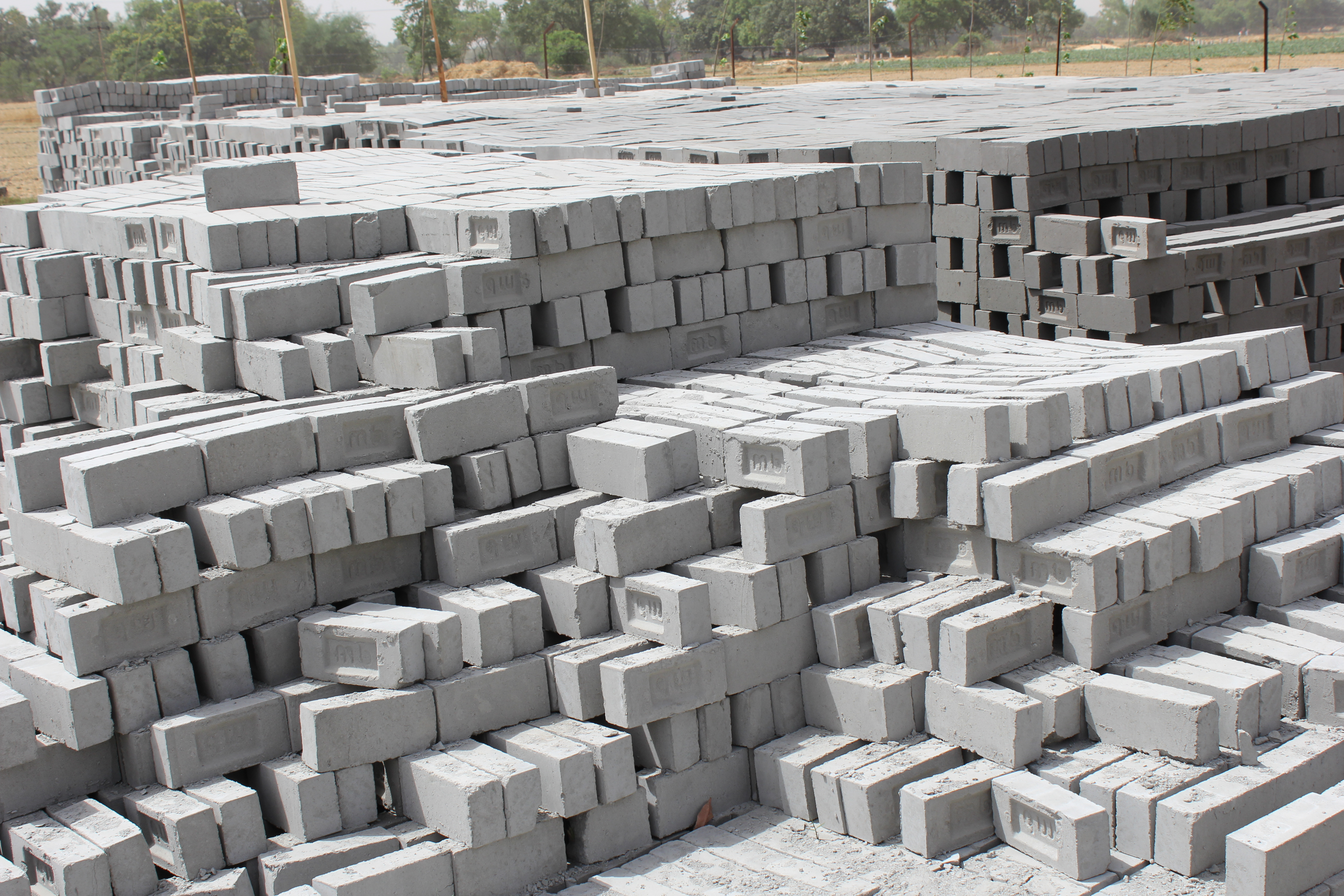
Ziegel mit hohem Flugaschenanteil

Flugaschen entstehen bei der Verbrennung von Kohle, sie werden bei der Rauchgasreinigung in der Entstaubung gewonnen. Man unterscheidet zwischen Steinkohlenflugaschen und Braunkohlenflugaschen, in Deutschland wird  vor allem Steinkohlenflugasche weiterverwertet, hauptsächlich als Zuschlagstoff für Beton und Zement. In Flugaschen können sich bei der Verbrennung Schwermetalle anreichern, daher müssen für die weitere Verwendung Eluat-Grenzwerte eingehalten werden. Flugaschen finden auch im Tiefbau Anwendung.

#### REA-Gips
Bei der Rauchgasentschwefelung reagieren Schwefeloxide mit Kalk und bilden Gips, der dann als Baustoff verwendet werden kann.

### Schlacken aus der Metallindustrie

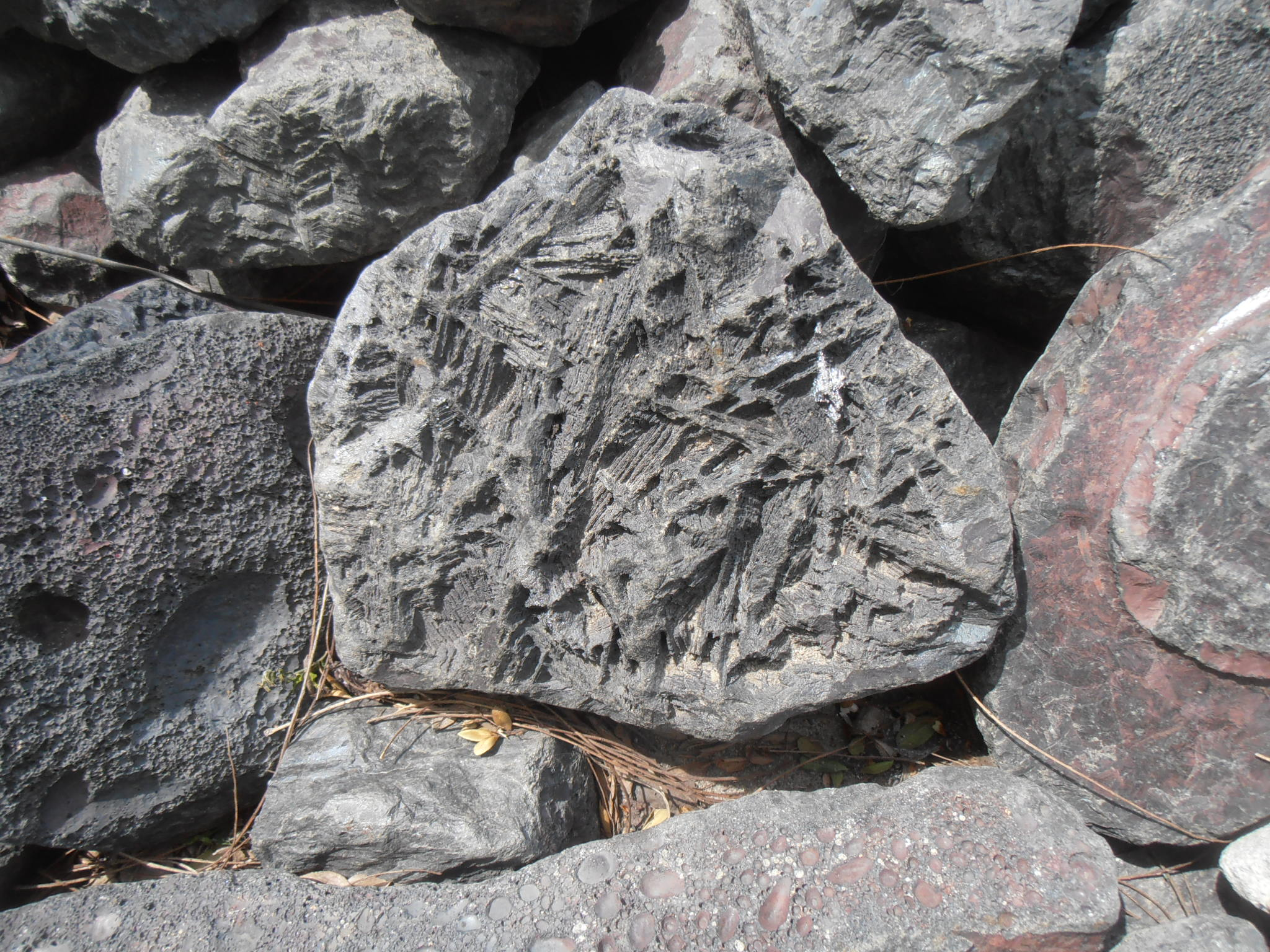
Eisensilikatschlacke aus der Kupfererzeugung, eingesetzt als Uferbefestigung

Bei der Herstellung und Verarbeitung von Metallen entstehen zahlreiche verschiedene Schlacken. Stückschlacke wird unter anderem als Baustein oder künstliche Gesteinskörnung in vielen Bereichen der Bauwirtschaft verwendet. Aus Schlacke gewonnener Hüttensand wird vor allem zur Herstellung von Hochofenzement und Portlandhüttenzement gebraucht.

### Steinbruchabfälle und Nebengesteine
Abraummassen aus Steinbrüchen stammen aus verwitterten Deckschichten oder minderwertigen Bereichen des Gesteinsvorkommens, die Nebengesteine fallen als Nebenprodukt im Bergbau an. Diese natürlichen Böden und Steine können wie anderer Aushub im Erdbau eingesetzt werden.

### Altglas
Altglas kann in zerkleinerter Form als Zuschlagstoff in Asphalt verwendet werden, in Deutschland ist das Glas-Recycling allerdings so effektiv, dass der Rohstoff selten als Baumaterial verwendet wird. In den Vereinigten Staaten wird Altglas häufiger verwendet. Dort werden Deckschichten mit etwa 10 – 15 % zerkleinertem Altglas eingebaut, die auch „Glasphalt“ genannt werden.
Der Dämmstoff Schaumglas wird heute zum großen Teil aus Altglas hergestellt.

### Altgummi
Gummi, etwa aus Altreifen, kann zur Modifizierung von Bitumen eingesetzt werden. Dieses Bitumen-Gummigemisch kann bei Oberflächenbehandlung von rissig gewordenen Decken und zur Verhinderung von Reflexionsrissen verwendet werden. In Australien und in den Vereinigten Staaten hat man in den 1980er-Jahren Versuche zur Verwendung von Altgummi in Bitumen-Gummigemischen angestellt. In Australien wurde dabei festgestellt, dass sich mit Altgummi von LKW-Reifen bessere Ergebnisse erzielen lassen als mit Gummi von PKW-Reifen.

### Altpapier
Altpapier wird vorrangig zur Herstellung von Recyclingpapier, Zeitungsdruckpapier und Kartons verwertet. Aus Altpapier können aber auch Cellulose-Dämmstoffe hergestellt werden. Altpapier kann man des Weiteren als Faserzusatzstoff in Splittmastix- und in Gussasphalten zur besseren Bindemittelverteilung und zur Stabilisierung des Asphaltes einbringen.

### Kunststoff
Rezyklierte Kunststoffe lassen sich grundsätzlich auch als Baumaterialien verwenden. Ähnlich wie Gummi können Kunststoffabfälle auch als Zusatz zu Bitumen eingesetzt werden.
Im Bauwesen eingesetzte Kunststoffe erschweren häufig die Materialwiederaufbereitung. Zu nennen sind zum Beispiel einbetonierte oder verputzte Elektroleitungen, Kunststoff-Abwasserrohre, Dichtungsschäume, Dämmstoffe und polymermodifizierte Putze.

### Sägespäne
Hölzspäne sind ein Nebenprodukt der Holzwirtschaft. Aus ihnen werden vor allem Spanplatten und Dämmstoffe gewonnen. In den USA werden teilweise Sägespäne zum Bau von Forststraßen verwendet. Das Material ist deutlich leichter als herkömmliche Baustoffe, so können auch Straßen auf torfigen Böden gebaut werden.

## Aufbereitung einzelner Baustoffe

### Rezyklierte Gesteinskörnungen

#### Herstellung
Viele Materialien lassen sich zu Gesteinskörnungen recyceln, die man im Straßenbau als RC-Baustoffe kennt. Die Verarbeitung ähnelt der Herstellung natürlicher Gesteinskörnungen in Steinbrüchen oder ähnlichen Anlagen.
Die Aufbereitung erfolgt heute meist maschinell, dazu gibt es stationäre, semi-mobile oder mobile Recyclinganlagen. Mobile Anlagen können direkt auf der Baustelle aufgestellt werden, sind aber meistens einfacher und nicht so leistungsfähig wie ortsfeste Einrichtungen. Als semimobil (halb-mobil) werden Aufbereitungsanlagen bezeichnet, die auf Kufen stehen und über kurze Strecken gezogen werden können. Aufbereitungsanlagen bestehen immer aus mindestens einer Aufgabeeinrichtung, einer Brecher- und Siebeinheit und den verbindenden Förderbändern.
Die Aufgabeeinheit beschickt die folgenden Maschinen mit dem angelieferten Material. Sie sorgt auch dafür, dass die Anlage möglichst durchgehend arbeiten kann, wenn die Anlieferung mit dem Lkw unregelmäßig erfolgt. Die Aufgabevorrichtung umfasst auch eine erste Siebung, die Vorabsiebung, bei der feine Stoffe (Erde, Sand etc.) entfernt werden.
Die Brechereinheit kann aus einem oder mehreren Brechern bestehen. Gängige Brechertypen sind Backen-, Kreisel-, Walzen-, Prall- und Hammerbrecher mit je eigenen Vor- und Nachteilen. Zur Brechereinheit gehört auch das Aussortieren von Metallen mit Magneten.
In der Nachsiebung wird das gebrochene Material nach Korngrößen sortiert, zum Einsatz kommen meist Schwing- und Vibrationssiebe.
Zusätzlich kann es nötig sein, Verunreinigungen auszusortieren. Auf einem Leseband könne per Hand unerwünschte Bestandteile entfernt werden, besonders bei groben Verunreinigungen ist das auch heute noch nötig. Kleine Fremdstoffe können nach dem Brechen maschinell entfernt werden, entweder mit einem Windsichter oder einem sogenannten Aquamator, der mit Wasser Verunreinigungen auswäscht.

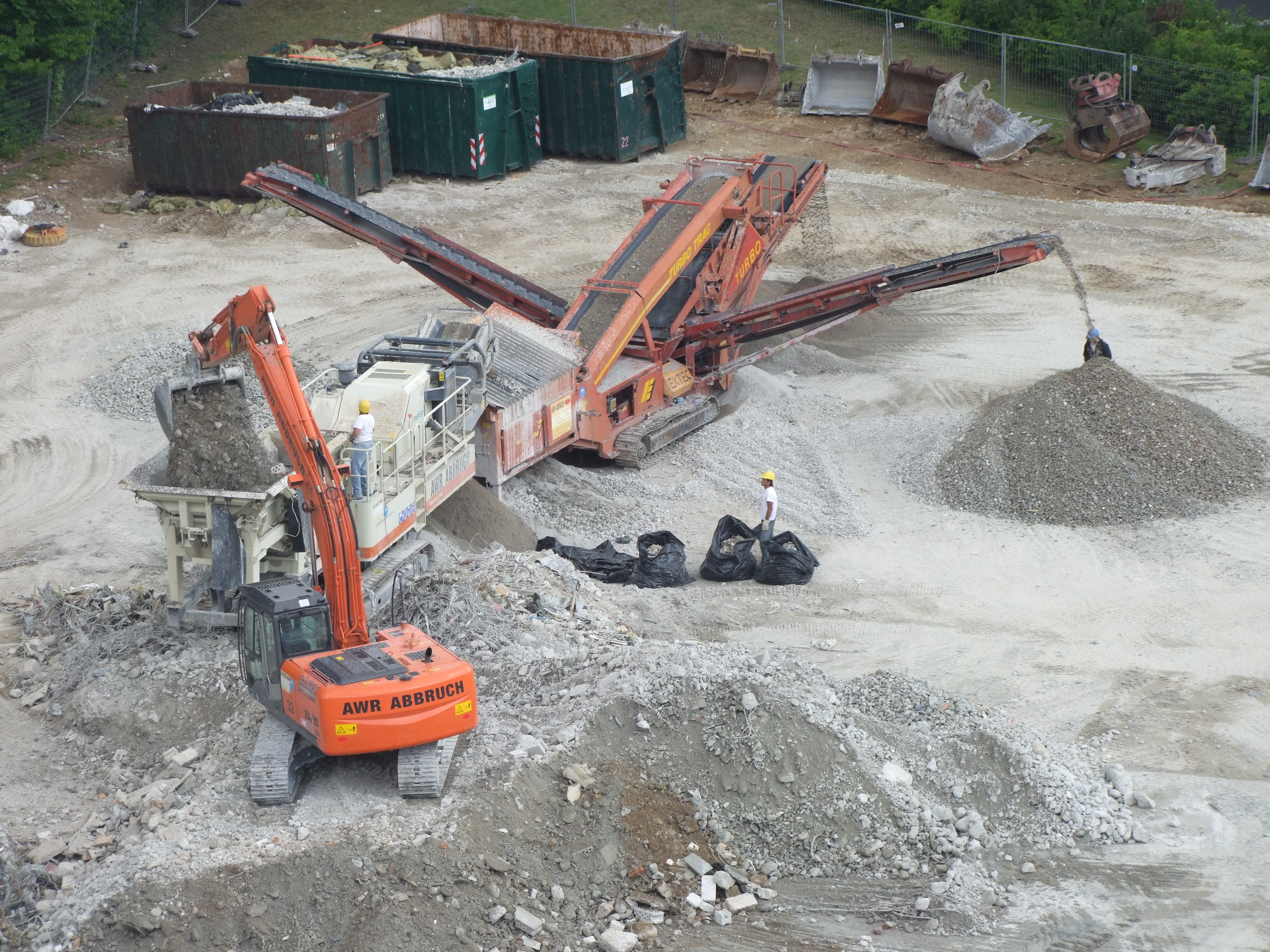
Mobile Aufbereitungsanlage auf einer Baustelle in Deutschland
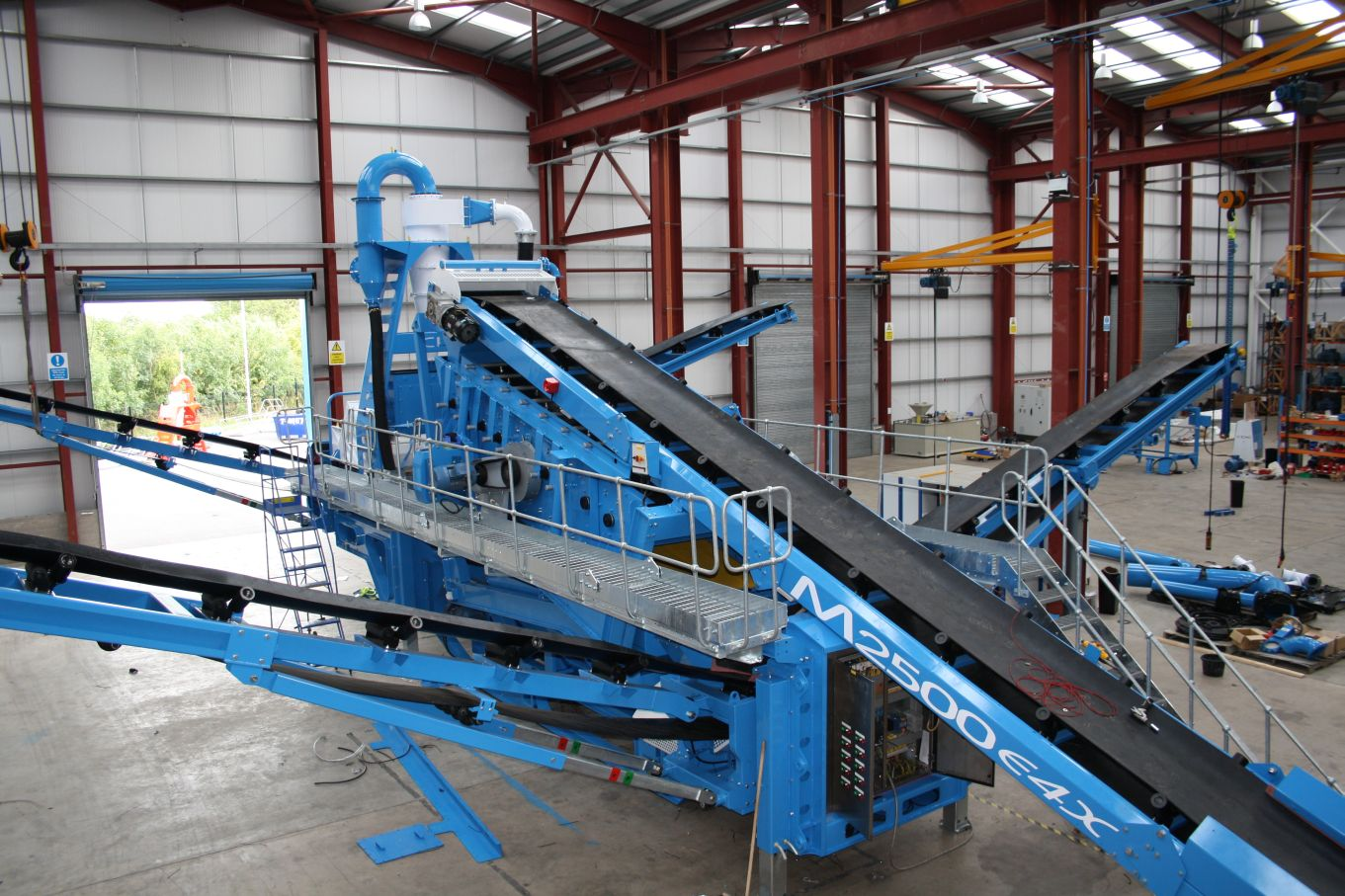
Mobile Aufbereitungsanlage in einer Maschine
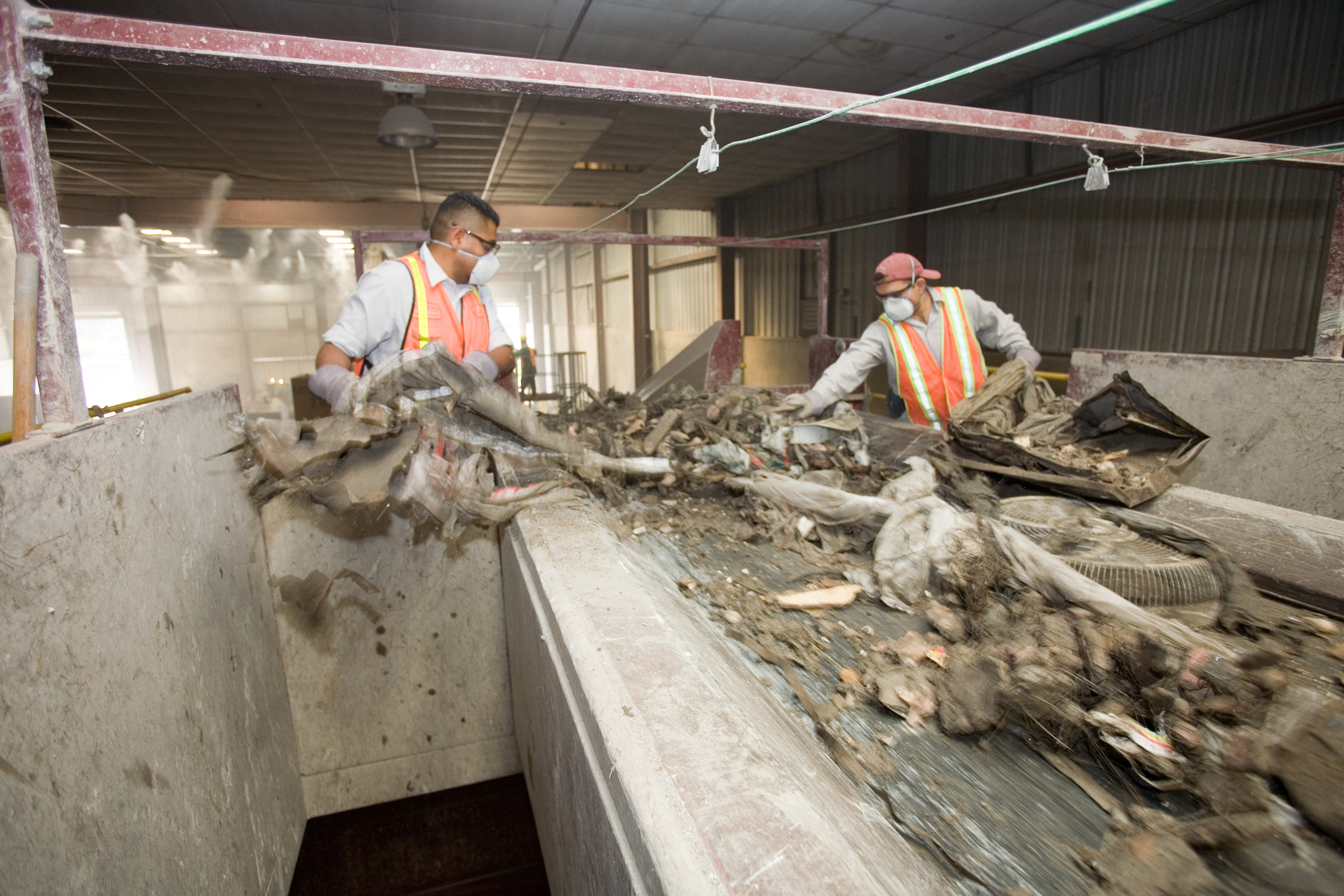
Leseband einer Recyclinganlage, eingerichtet nach Waldbränden in Kalifornien 2007
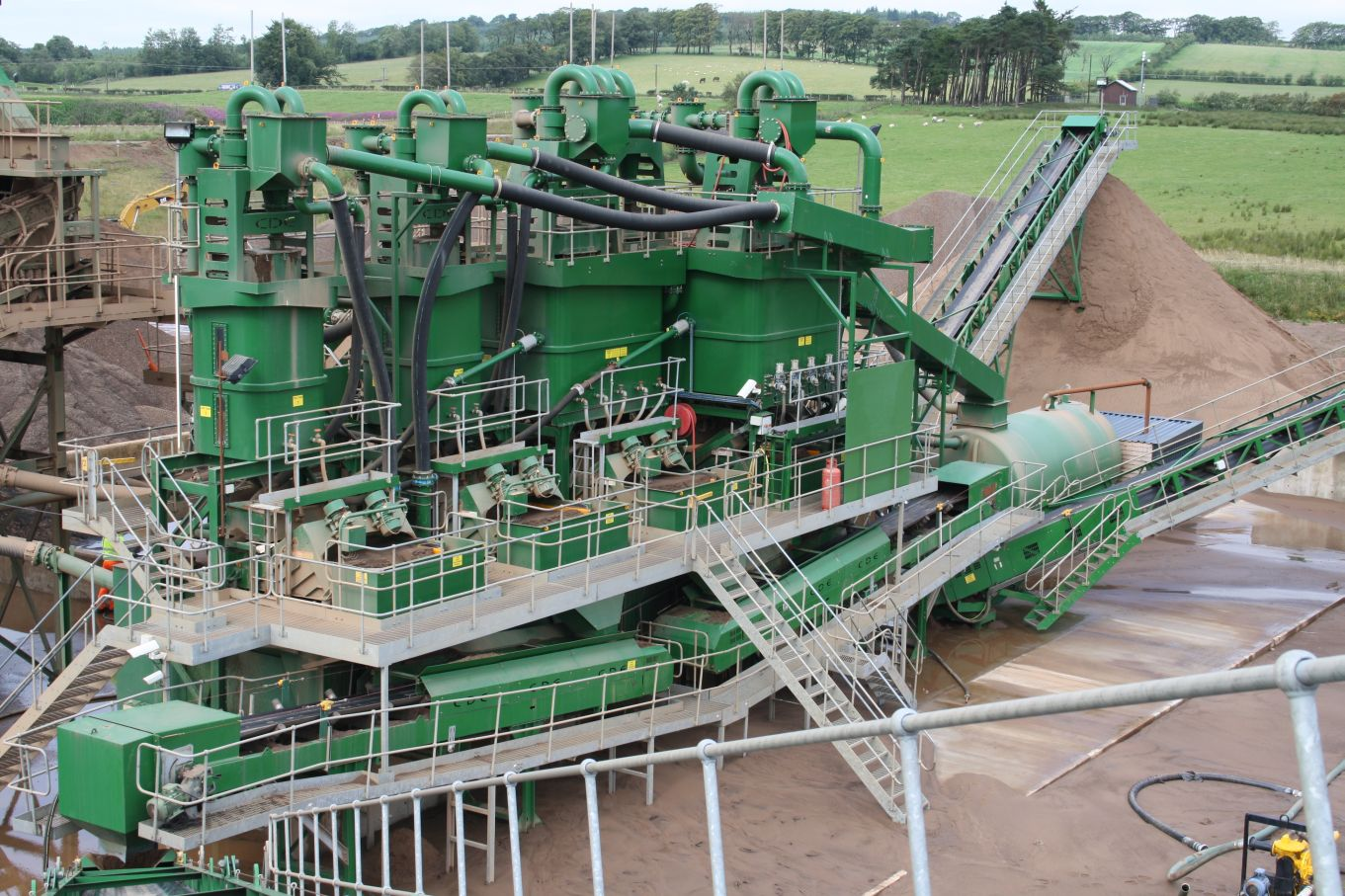
Aquamator-Waschanlage einer stationären Anlage in Nordirland
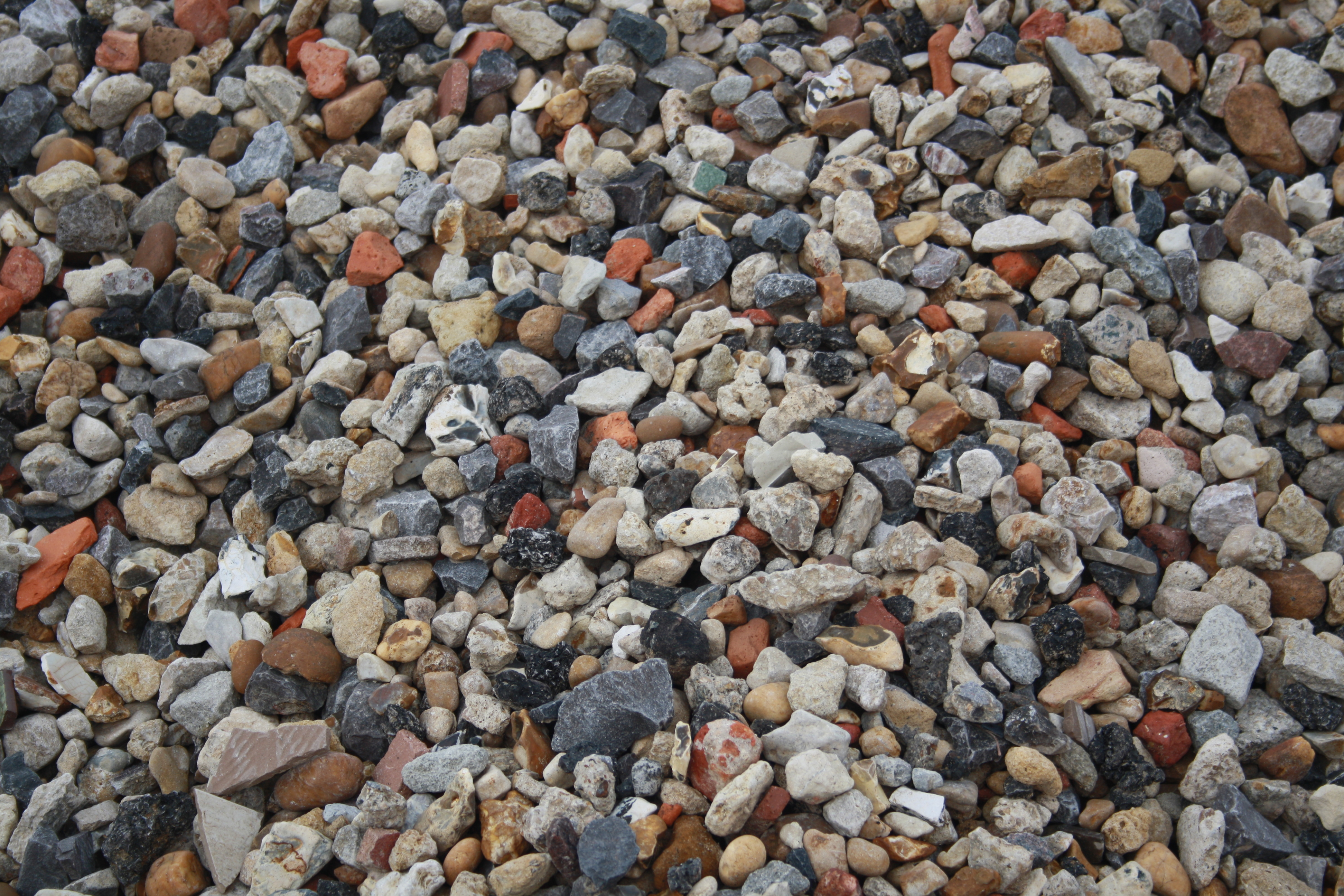
Rezyklierte Gesteinskörnung, 10–20 mm Korn

#### Produktionsmengen
Rezyklierte Gesteinskörnungen können aus Bauabfällen wie Steinen oder Bauschutt oder anderen Nebenprodukten hergestellt werden. In Deutschland waren 2018 etwa 10,2 % der verwendeten Gesteinskörnungen RC-Baustoffe, 4,9 % wurden aus industriellen Nebenprodukten gewonnen.
| Jahr              | 2006 | 2008 | 2010 | 2012 | 2014 | 2016 | 2018 |
| ----------------- | ---- | ---- | ---- | ---- | ---- | ---- | ---- |
| Boden und Steine  | 8,2  | 8,9  | 9,8  | 10,7 | 12,1 | 11,3 | 13,3 |
| Bauschutt         | 41,9 | 44,4 | 41,6 | 40,4 | 42,5 | 45,5 | 46,6 |
| Baustellenabfälle | 0,0  | 0,3  | 0,3  | 0,3  | 0,2  | 0,2  | 0,3  |
| Straßenaufbruch   | 13,5 | 13,0 | 13,9 | 14,8 | 12,8 | 15,2 | 13,1 |
| Summe             | 63,6 | 66,6 | 65,2 | 66,2 | 67,6 | 72,2 | 73,3 |

#### Verwendung
Rezyklierte Gesteinskörnungen können wie der natürliche Baustoff verwendet werden. Die möglichen Einsatzgebiete von Recyclingbaustoffen ergeben sich aus einer Kombination von lokalen Einbaubedingungen, Stoffklasse und bautechnischen Anforderungen. Werden sie für die Herstellung von Beton eingesetzt, spricht man auch von Recyclingbeton. Hauptanwendungsgebiete waren 2016 in Deutschland der Straßen- und Erdbau.

### Beton
Bei Betonen wird entweder die Gesteinskörnung wiederverwendet (Frischbetonrecycling) oder der Beton wird zu Gesteinskörnungen verarbeitet.

### Asphalt
Asphalt kann vollständig wiederverwendet werden, wenn er wieder erhitzt wird. Er kann vor Ort rückgeformt werden (Heißrecycling) oder erst gebrochen, zu Asphaltgranulat verarbeitet und dann wieder verbaut werden (Kaltrecycling).

### Gips
Gipsabfälle, die etwa in Form von gebrauchten Gipsplatten anfallen, müssen getrennt vom übrigen Bauschutt aufbereitet werden, da sie sonst die Gesteinskörnung unbrauchbar machen. Fachgerecht aufbereiteter Gips wird als Recyclinggips oder RC-Gips bezeichnet.

## Umweltvorgaben
Es gibt zahlreiche Umweltvorschriften, die sich mit der Verwendung von Ersatzbaustoffen – dazu gehören neben den Recyclingbaustoffen zum Beispiel auch Hausmüllverbrennungsasche oder mineralische Abfälle aus industriellen Prozessen – auseinandersetzen. Maßgebend für den Einsatz dieser Stoffe ist der Schutz des Bodens und des Grundwassers.

## Rechtsrahmen und Standards

### Europäische Union
- Bauproduktenverordnung
- Abfallrahmenrichtlinie
- REACH-Verordnung

### Deutschland
- Kreislaufwirtschaftsgesetz
- Ersatzbaustoffverordnung

Vor Inkrafttreten der Ersatzbaustoffverordnung am 1. August 2023 galten länderspezifische Vorgaben. Hinsichtlich der Verwertungsmöglichkeiten mineralischer Reststoffe bezogen sich die meisten Bundesländer auf die Mitteilung LAGA M20 der Länderarbeitsgemeinschaft Abfall von 1997 bzw. 2003. Es gab aber auch Bundesländer mit eigenen Regelungen. 
Im Straßen- und Wegebau ist die Forschungsgesellschaft für Straßen- und Verkehrswesen (FGSV) zuständig für die Entwicklung nationaler Regelwerke.

### Österreich
- Abfallwirtschaftsgesetz

2015/16 trat in Österreich die nationale Recycling-Bausstoffverordnung in Kraft, sie ersetzt ältere Vorgaben und legt Standards für den Rückbau, die Aufbereitung und Wiederverwendung von Baustoffen fest.

### Schweiz
- Umweltschutzgesetz
- Abfallverordnung (VVEA)

### Richtlinien und Gesetze (Auswahl)
- Bund-/Länderarbeitsgemeinschaft Abfall: Mitteilung 20 : Anforderungen an die stoffliche Verwertung von mineralischen Reststoffen/Abfällen - Technische Regeln. 5. Auflage. 6. November 2003 (laga-online.de [PDF; abgerufen am 14. Juni 2020]).
- Staatsministerium für Umwelt, Gesundheit und Verbraucherschutz (Hrsg.): Anforderungen an die Verwertung von Bauschutt in technischen Bauwerken. München 9. Dezember 2005 (bayern.de [PDF; abgerufen am 14. Juni 2020]).
- Forschungsgesellschaft für Straßen- und Verkehrswesen : Arbeitsgruppe Gesteinskörnungen, Ungebundene Bauweisen: Merkblatt über den Einsatz von rezyklierten Baustoffen im Erd- und Straßenbau (M RC). FGSV-Verlag, Köln August 2019.
- Österreichische Recycling-Baustoffverordnung
- Richtlinie für die Verwertung mineralischer Bauabfälle. In: Bundesamt für Umwelt BAFU (Hrsg.): 2006. 2. Auflage. 2006 (admin.ch [PDF; abgerufen am 16. Juni 2020]).

### Fachliteratur
- Anette Müller: Baustoffrecycling : Entstehung - Aufbereitung - Verwertung. Springer Vieweg, Wiesbaden 2018, ISBN 978-3-658-22987-0.
- Ernst-Ulrich Hiersche, Thomas Wörner: Alternative Baustoffe im Bauwesen : Umweltverträglichkeit, Bautechnik, Anlagentechnik und Wirtschaftlichkeit. Ernst & Sohn, Verlag für Architektur und Technische Wissenschaften, Berlin 1990, ISBN 3-433-01194-X.
- H.-P. Andrä, R. Schneider, T. Wickbold: Baustoff-Recycling : Arten, Mengen und Qualitäten der im Hochbau eingesetzten Baustoffe. 2. Auflage. ecomed, Landsberg 1994, ISBN 3-609-65410-4.
- Guntram Kohler (Hrsg.): Recyclingpraxis Baustoffe. 2. Auflage. Verlag TÜV Rheinland, Köln 1994.
- M. Lorenz, J. Lorenz: Handbuch Straßenbau. Fraunhofer IRB Verlag, 2006, ISBN 3-8167-7083-5, S. 202–204.